# 江古田原・沼袋の戦い
江古田原・沼袋の戦い（えごたはら ぬまぶくろ の たたかい）とは、中世日本で起こった合戦の一つ。戦国時代初期の文明9年4月13日（ユリウス暦換算：1477年5月25日）、武蔵国多摩郡の江古田原および沼袋（現在の東京都中野区江古田・沼袋付近）にて、太田道灌と豊島泰経との間で行われた。長尾景春の乱における局地戦の一つ。
当時唯一の記録である『太田道灌状』には戦場となった場所が「江古田原」と記されており、のちにこれを下敷きに書かれた『鎌倉大草紙』で「江古田原沼袋」となっていることから、研究者の間では一般に「江古田原合戦」と呼ばれている。

## 背景
文明8年（1476年）、関東管領・山内上杉顕定の有力家臣・長尾景春が、古河公方と結んで謀反を起こし、明くる文明9年正月（1477年の1月か2月）に顕定および扇谷上杉定正が守る五十子の陣（現・埼玉県本庄市五十子）を急襲すると、顕定・定正は大敗を喫して敗走した。（長尾景春の乱）
景仲・景信の2代にわたって関東管領家の家宰職を務めた景春の白井長尾家は、関東で大きな勢力を有し、景春の挙兵に小磯城（現・神奈川県大磯町に所在）の越後五郎四郎、小沢城（現・神奈川県愛甲郡愛川町に所在）の金子掃部助、溝呂木城（現・神奈川県厚木市に所在）の溝呂木正重、小机城（現・神奈川県横浜市港北区に所在）の矢野兵庫助など、多くの国人・地侍がこれに呼応した。
南武蔵の名族・豊島氏も景春に呼応して上杉氏に反旗を翻した。

## 豊島氏

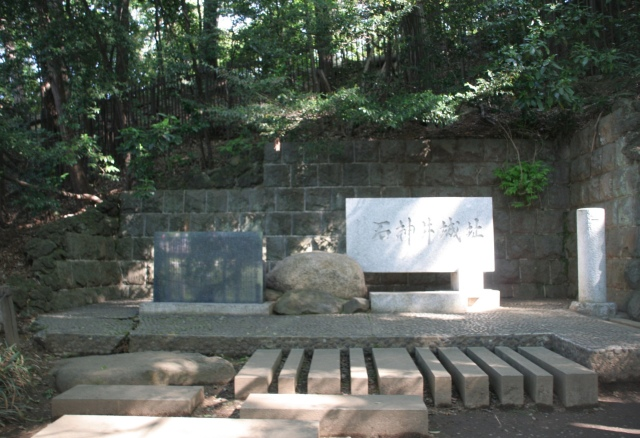
石神井城址

豊島氏は坂東八平氏の秩父氏の一族で平安時代に源氏の家人となり、前九年の役、保元の乱にも参陣した。源頼朝が挙兵するとこれに従い、鎌倉幕府の有力御家人となった。豊島氏は武蔵国内に練馬氏、板橋氏、平塚氏、小具氏など多くの庶流を配して室町時代になっても大きな力を有していた。「足利武鑑」によれば、その所領は豊嶋、足立、新座、多東の四郡2300余町歩、5万7500石に上ったと伝えられる。この時代、豊島氏は石神井城（東京都練馬区に所在）を居城とし、当主は勘解由左衛門尉泰経であった。
古河公方足利成氏と関東管領上杉氏との享徳3年（1453年）以来の長期に渡る戦乱である享徳の乱では豊島氏は上杉氏に味方していたが、この乱を通じて武蔵国で大きく勢力を伸ばし岩槻城（現・埼玉県さいたま市に所在）、河越城（現・埼玉県川越市に所在）、江戸城（現・東京都千代田区に所在）を築いた扇谷上杉氏家宰の太田道真、道灌父子との対立が豊島氏が景春に呼応した原因とされている。ことに豊島氏の領域近辺に江戸城を築いたことは豊島氏の権益を脅かしたであろうと考えられている。
また、関東管領家を補佐する山内家家宰職を務めた白井長尾家との政治的な結びつきを蜂起に至った理由とする説もある（黒田基樹の論考による）。

## 合戦の経過
豊島泰経は石神井城、その弟の泰明は練馬城（現・東京都練馬区に所在）で挙兵し、太田道灌の居城江戸城と河越城を繋ぐ道（江戸河越通路）を遮断した。
文明9年3月14日（1477年4月27日）、道灌は石神井城を攻略を画策するが、来援の相模勢が多摩川の増水のため渡河できず断念。直ちに矛先を転じて、相模国の景春方掃討にかかった。道灌は相模勢と合流して、同月18日（5月1日）、溝呂木城を攻め、溝呂木正重は城に火を放って逃亡。小磯城の越後五郎四郎は降伏した。
続いて、小沢城の攻略にかかるが、守りが堅く容易に落ちない。そのため、道灌は河越城に甥の資忠と、上田上野介を、江戸城には上杉朝昌（道灌の主君上杉定正の弟）、三浦高救（定正の兄）、吉良成高、大森実頼、千葉自胤を入れて武蔵の守りを固めさせた。景春方も後詰に動き吉里宮内、実相寺らが小山田要害（東京都町田市）を攻め落として牽制。
同年4月（5月中旬）、小机城の矢野兵庫助が河越城を衝かんと出撃。同月10日（5月22日）に太田資忠・上田上野介と勝原（すぐろはら。現・埼玉県坂戸市に所在）で合戦となり、矢野兵庫助は重傷を負って撤退した。

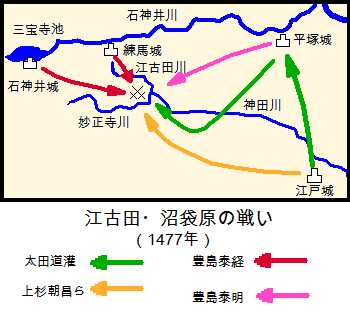
江古田・沼袋原の戦い戦況図

同年4月13日（1477年5月25日）、扇谷上杉氏の家宰太田道灌は江戸城を出発し、練馬城に矢を撃ち込むとともに周辺に放火した。これをみた練馬城主の豊島泰明は、石神井城にいる兄・泰経（ただし「泰経」「泰明」の名に関しては、当時の史料には「勘解由左衛門尉」「平右衛門尉」との官途名の記述しかなく、実際にそう呼ばれていたか否かは不明である）に連絡を取り全軍で出撃、道灌もこれを引き返してこれを迎え撃ったため、両者は江古田原（※『鎌倉大草紙』では「江古田原沼袋」）で合戦となった。なお、この時道灌は氷川神社（東京都中野区）に本陣を置いたとされる。戦いの結果、豊島方は泰明ほか数十名が討ち死に（『鎌倉大草紙』では「板橋氏・赤塚氏以下150名が戦死」）し、生き残った泰経と他の兵は石神井城へと敗走することになった。この戦いについては、「道灌があらかじめ江古田原付近に伏兵を潜ませた上で、少数で挑発行為を行い、豊島方を平場におびき出した」ものとする説が有力である（葛城明彦・伊禮正雄・八巻孝夫、齋藤秀夫その他）。なお、以前は道灌が最初に攻めた城は「平塚城」とされていたが、現在は黒田基樹・齋藤慎一・則竹雄一・西股総生・伊禮正雄・葛城明彦・八巻孝夫・齋藤秀夫らの支持により「練馬城」とするのが新たな通説となっている。
有名な道灌の足軽軍法により、一騎討ちの騎馬武者に軽快な足軽が集団で攻めかかったことが勝因であったと解説されることがあるが、実のところ道灌の足軽軍法は江戸時代の『太田家記』に名称が記されているだけで実態は不明である。
その後泰経は石神井城に逃げ込み、明くる4月14日（5月26日）、道灌は愛宕山（旧地名・城山、東京都練馬区上石神井三丁目＝現・早稲田高等学院付近）に陣を敷いてこれと対峙した。同月18日（5月30日）、泰経は城を出て道灌と会見し、降参を申し出た。城の破却が当時の降伏の作法であったが、泰経がこれを実行しなかったため、偽りの降参とみなした道灌は同月21日（※28日説もある。21日での換算：6月2日、28日での換算：6月9日）に攻撃を再開、石神井城の外城を攻め落とした。これにより抵抗を諦めた泰経は、その夜闇に紛れて逃亡した。
石神井城を陥落させ、河越城との連絡線を回復して行動の自由を得た道灌は主君顕定、定正と合流して北武蔵、上野を転戦して景春を封じ込めることに成功。文明10年正月（1478年2月頃）に入って、古河公方が和議を打診してきた。
この和議を妨害するかのように、同月、泰経が平塚城に拠って再挙する。しかし、25日（2月27日）に再び道灌がそこへ攻撃に向かったため、泰経はまたしても戦わずして足立方面に逃亡した。泰経のその後の消息は不明となっており、これにより名族・豊島氏の本宗家は滅亡した。なお、以前の通説では「泰経は丸子城（現・神奈川県川崎市に所在）から更に小机城（現・神奈川県横浜市に所在）へと落ち延びた」とされていたが、現在は伊禮正雄・葛城明彦らによってこれはほぼ否定されている。伊禮・葛城は「『太田道灌状』では『豊島氏が足立より遥かに北に逃げたため追撃を諦め、その夜、江戸城に戻った。翌朝丸子城を攻めに行ったところ、敵は小机城に逃げた』とされているだけで、これが豊島氏であるとはどこにも記されていない。足立より北に逃げた豊島氏が翌朝川崎に現れるはずもなく、道灌が翌朝までにその逃亡先を突き止めているということも理論上有り得ない」「『鎌倉大草紙』はこの『敵』を豊島氏としているが、『大草紙』は『道灌状』を下敷きに書かれたもので、これには作者の誤った解釈が含まれていると考えられる」としている。

## 戦後
道灌は各地を転戦して景春方を攻め潰し、文明12年6月（1480年7月頃）に景春の最後の拠点日野城（現・埼玉県秩父市に所在）を落として、乱を平定した。文明14年（1482年）に古河公方との和議が成立して、30年近くに及んだ関東の争乱は終結した。
豊島氏の所領は道灌の有に帰し、ほとんど独力で乱を平定した道灌の声望は絶大なものとなった。
だが、これが主君顕定、定正の猜疑を生み、文明18年（1486年）、道灌は糟屋舘（現・神奈川県伊勢原市に所在）で定正によって謀殺された。

## 豊島塚
江古田原古戦場付近には、この合戦の戦死者を葬ったとされる豊島塚（としまづか）が点在していたとされ、一部は現在も名残りを留めている。
- 1. 四ツ塚（中野区・新井薬師通りと新青梅街道を挟んだ4か所）=現在は店舗および道路。

西北側の塚を崩した際には兜・腐った刀・人骨、南東側の塚からは馬の骨が多数出土したが、何も出土しなかった塚もあったという。
- 2. 金井塚（中野区江原町1-9〜11付近）=現在は宅地。

かつて直径3メートル、高さ1.5メートルほどの塚であったとされる。
- 3. 稲荷塚（中野区江原町1-44）=現在は神社社地。

現在、須賀稲荷神社が奉られている付近にあったとされる塚。
- 4. お経塚（中野区江古田2-14）=現在は公園地。一部現存。

「北方にある東福寺が焼けた際に経文や過去帳の灰を埋めて築いた」とされるが、塚を崩した際には銅筒と人骨が出土。地元では古くから「豊島塚」の一つとされていた塚。
- 5. 古塚（中野区江古田2-21）=現在はアパート。

かつて25坪ほどの小高い藪地で、地元では「馬捨場」と呼ばれていた。「稲荷塚」の別称もあり、狐が住んでいたため「狐塚」と表記されていたとの話もある。人骨が出土。
- 6. 丸山塚（中野区沼袋2-40）=現在は公園地。

現在、公園の一角に戦没者供養碑と「豊島二百柱社」が建つ。かつては道を隔てて向かいの地蔵尊付近からも人骨が出土したという。
- 7. 金塚（中野区江古田4-41-8）=現在は宅地。「金塚」碑のみ現存。

合戦後に村人が戦死者の鎧・兜・刀などを埋めたことからこの名が付いた（一説には「豊島方が武具を捨てて逃げた」ともされる）という、元は直径3メートル、高さ1.5メートルほどの塚。塚を崩した際にはリヤカーで数台分の人骨が出土しており、その遺骨は北方の正覚院に改葬されている。遺骨の量や塚の分布の中心であることから、付近は最大の激戦地であったと考えられる。
- 8. 蛇塚（中野区丸山1-28）=現在、中野北郵便局前歩道。

元は高さ1.5メートルほどの塚。環状7号線工事の際に消滅。
- 9. 大塚（中野区野方6-18）=現在は宅地。

別名「首塚」。道灌が戦闘に勝利した後に平右衛門尉らの首実検を行い、そののち首を埋めたところと伝えられる。名前の通り豊島塚では最大のもので、高さは5メートル近くあったという。塚を崩した際には遺骨、折れた刀、「十二月廿二日」銘の板碑2片が出土。
- 10. 武蔵野稲荷神社古墳（練馬区栄町10）=現在は神社社地。

塚上には社殿が建てられているが、鎮座の年代は不詳。塚はその形から「瓢箪塚」「割塚」（後部が二つに割れているため）、また昔は白狐が十数匹棲んでいたことから「白狐塚」と呼ばれていたという。当時の道筋や他の豊島塚からも離れているため、「豊島塚ではない」とする説もある。

## 関連の寺社
江古田原付近には、合戦以前に道灌が建立した、または戦勝祈願を行ったとされる寺社が多数存在している。推定・戦場跡を取り囲むようしてにあることから、史家の葛城明彦は「江古田原は偶然戦場となったわけではなかった」「道灌にとって兵を伏せておきやすい、前線基地的な意味合いのある場所だった」と推測している。
- 1. 自性院（新宿区西落合1-11-23）

「弘法大師（空海）が日光に参詣する途中で観音を供養したのが始まり」と伝えられる寺院で、「招き猫伝説発祥伝説地」（※「招き猫伝説」の詳細については後述）の一つ。関東で唯一、私年号「福徳元年」（1490年）銘の板碑が残るが、これは当時の中央政府の衰退や世相の混乱、民衆の現世利益の追求を物語るものと考えられている。
- 2. 須賀稲荷神社（中野区江原町1-44　※旧地＝江原町3-17）

道灌による江古田原合戦・戦勝祈願の伝説が残る神社。
- 3. 上高田氷川神社（中野区上高田4-42-5）

江戸築城直前の享徳2年（1453年）の創建。長禄年間（1457～1460年間）、道灌はしばしばここに詣で、松を植栽したと言われている。
- 4. 北野神社（中野区松が丘2-27-1）

道灌による江古田原合戦・戦勝祈願の伝説が残る神社。以前は近くの「葛ヶ谷御霊神社」と同様に「おびしゃ祭り」が行われていた。
- 5. 江古田氷川神社（中野区江古田3-13-6）

江戸築城の3年後にあたる寛正元年（1460年）創建の神社。道灌による江古田原合戦・戦勝祈願の伝説が残る。
- 6. 沼袋氷川神社（中野区沼袋1-31-4）

江古田原合戦の際、道灌の本陣になったと伝えられる場所。当日、道灌は社殿前で軍神祭を行い、杉の木を植樹したとされる。その木は「道灌杉」と呼ばれ、高さ30メートルにまで成長していたが、1942-44年（昭和17-19年）頃に枯れ、今は根の一部のみが残る。
- 7. 北野神社（中野区新井4-14-3）

遅くても16世紀には存在した神社。4 の北野神社および 8 の豊玉氷川神社末社の北野神社と同時に奉られたとも考えられる。
- 8. 豊玉氷川神社（練馬区豊玉南2-15-5）

末社の北野神社は、道灌が中荒井の陣屋内に奉ったものとされる。豊島方の練馬城までは約1．5キロメートル、「豊島氏の下屋敷」との説もある「殿山」までは約400メートルの距離にある。道灌による豊島方との合戦の戦勝祈願伝説が残る。
- 9. 正覚院（練馬区豊玉南2-15-2）

豊玉氷川神社内の北野神社を守るため、道灌が別当寺として創建したと伝えられる寺院。
- 10. 東中野氷川神社（中野区東中野1-11-1）

道灌が豊島氏との合戦の際に戦勝を祈願して杉を植え、勝利後には社殿を造り直したと伝えられる神社。
- 11. 本郷氷川神社（中野区本町4-10-3）

道灌が文明元年（1469年）に、江戸城鎮護のため武蔵一の宮の氷川神社（現・埼玉県さいたま市に所在）の分霊を奉ったとされるもの。豊島氏との合戦の際には戦勝祈願を行い、勝利後には社殿を造り直した、との伝説も残る。
- 12. 神明氷川神社（中野区弥生町4-27-30）

道灌が文明元年（1469年）に、江戸城鎮護のため武蔵一の宮の氷川神社（現・埼玉県さいたま市に所在）の分霊を奉ったとされるもの。
このほか、「葛ヶ谷御霊神社」（新宿区西落合2-17-17）や「江古寺」（中野区江古田3丁目・「江古田の森」公園付近・現存せず）には、「江古田原合戦の戦火に遭い焼失した」との伝説が残されている。

## 招き猫伝説
江古田原合戦の推定開戦地から東500メートルの地には自性院（西落合1の11の23に所在）という寺院があるが、ここには「緒戦に敗れて道に迷った道灌を一匹の黒猫がこの寺院に導き、それによって道灌は敵兵から逃れることが出来た。堂内で一夜を過ごした道灌はその後兵を率いて勢いを取り戻し、大勝利を収めることができたことから、合戦後はこの黒猫を江戸城に連れ帰って大変可愛がり、死後は丁重に葬った。その後奉納したのが、今も地蔵堂内に残る『猫地蔵』である」との伝説が残されている。「招き猫」伝説は世田谷豪徳寺のものが最も有名で、一般には招き猫人形もそこで誕生したとされるが、上記の伝説により自性院で誕生した、とする説もある。同院の「猫地蔵堂」は毎年2月3日の節分の日のみ開帳されている。

## 「金の鞍」「照姫」伝説

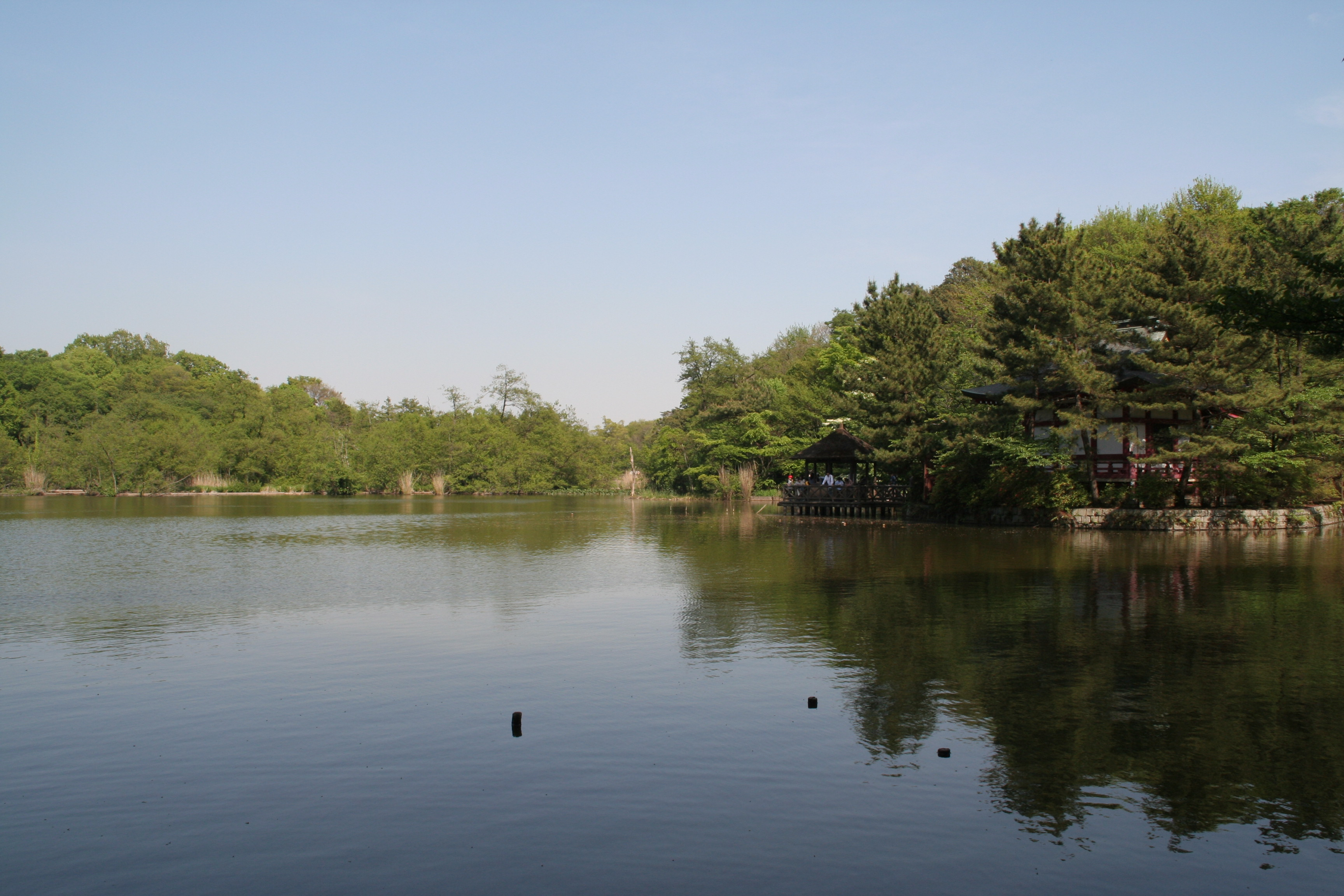
三宝寺池

石神井城落城に際して、城主の泰経は家宝の黄金の鞍を白馬に載せ、これに乗って石神井公園内にある三宝寺池に入水し、次女の照姫も後を追って入水したという哀話が残っている。
しかし、史実では泰経は石神井城落城の時には死んでおらず、後に再挙している。「照姫伝説」も、1896年（明治29年）に作家の遅塚麗水が著した小説『照日松』のストーリーが流布されたものであり、「照姫」自体も麗水が創り出した全くの架空の人物である。
石神井城址は現在の石神井公園内にあり、東京都練馬区では1988年（昭和63年）以来、豊島一族をしのんで毎年盛大に「照姫まつり」を開催している。